# Oberklagebach
Oberklagebach ist ein Ortsteil der Gemeinde Schalksmühle im Märkischen Kreis im Regierungsbezirk Arnsberg in Nordrhein-Westfalen (Deutschland).

## Lage und Beschreibung
Der Wohnplatz liegt am Großen Klagebach bachaufwärts von Klagebach an der Kreisstraße 36. 
Weitere Nachbarorte auf dem Schalksmühler Gemeindegebiet sind Dahlhausen, Stallhaus, Lauenscheid, Lauenscheiderohl, Lauenscheidermühle, Golsberg, Schlöten, Horst, Altenhorst, Grünental, Waldesruh, Spormecke, Westhöhe, Ramsloh, Davidshöhe und Harrenscheid.

## Geschichte
Oberklagebach entstand gegen Ende des 19. Jahrhunderts und war Teil der Gemeinde Hülscheid im Amt Lüdenscheid im Kreis Altena. Ab der Preußischen Neuaufnahme von 1892 ist der Ort auf Messtischblättern der TK25 ohne Beschriftung verzeichnet, ab der Ausgabe 1921 mit anderer Bebauung als Oberklagebach.
Das Gemeindelexikon für die Provinz Westfalen gibt 1905 für Oberklagebach eine Zahl von drei Einwohnern an, die in einem Wohnhaus lebten.
1969 wurden die Gemeinden Hülscheid und Schalksmühle zur amtsfreien Großgemeinde (Einheitsgemeinde) Schalksmühle im Kreis Altena zusammengeschlossen und Oberklagebach gehört seitdem politisch zu Schalksmühle, das 1975 auf Grund des Sauerland/Paderborn-Gesetzes Teil des neu geschaffenen Märkischen Kreises wurde.